# Louis Sévèke
Jean Louis Bernhard Sévèke (Venray, 28 april 1964 – Nijmegen, 15 november 2005) was een Nederlandse politiek activist, journalist en publicist. Op 41-jarige leeftijd werd hij door Marcel Teunissen in Nijmegen vermoord.

## Biografie
Sévèke stond bekend door zijn strijd tegen de politie en de Binnenlandse Veiligheidsdienst; hij was van mening dat deze overheidsinstanties onnodig dossiers bijhielden van politieke activisten. Sinds 1984 was hij woonachtig in Nijmegen en in dat jaar vatte hij zijn (onvoltooid gebleven) studie aan. Hij raakte betrokken bij acties tegen het studiefinancieringsbeleid van toenmalig minister van Onderwijs Wim Deetman. Hij stelde mishandeld te zijn door de politie bij een bezetting van het Ministerie van Onderwijs in 1986. 
Daarna gaf hij zijn studie op en werd fulltime activist. Hij was betrokken bij diverse kraakacties en was betrokken bij uiteenlopende maatschappijkritische bewegingen. Hij was verbonden aan het Onderzoeksbureau Inlichtingen- en Veiligheidsdiensten (OBIV) en was voorzitter van de vereniging Steunpunt Inzage PID-Nijmegen (SIP), die de lokale Politie Inlichtingendienst kritisch volgde. Hij was juridisch adviseur van verschillende  krakersgroeperingen en fungeerde onder meer als woordvoerder voor de groep krakers die het Nijmeegse pand De Grote Broek in gebruik hadden genomen. Namens hen voerde hij tot zijn dood gesprekken met de gemeente Nijmegen en met de woningbouwvereniging Standvast Wonen over legalisatie van dit kraakpand. 
Verder was hij actief in de Werkgroep Klachten Politieoptreden en ook werkte hij samen met Buro Jansen & Janssen, dat kritisch onderzoek doet naar politie en de Algemene Inlichtingen- en Veiligheidsdienst (AIVD). Hij publiceerde onder andere in NRC Handelsblad, Trouw en Vrij Nederland. Ook was hij schrijver van een boek over inlichtingendiensten, dat bij publicatie veel stof deed opwaaien en door de rechter verboden werd.

## Moord
Op de avond van 15 november 2005, omstreeks 21:00, werd de  41-jarige Sévèke in het centrum van Nijmegen door Teunissen met twee geweerschoten vermoord. Op 22 november werd hij begraven op de Nijmeegse begraafplaats Daalseweg.
In juli 2006 werd bekend dat de politie op zoek was naar iemand die zich in e-mails uitgaf voor Edmund Dantes. Het onderzoek had lang weinig concrete aanwijzingen opgeleverd. Op 2 januari 2007 vroeg de politie in het programma Opsporing Verzocht  de hulp van het publiek bij de oplossing van deze moord. Daarnaast heeft zij voor het eerst in de Nederlandse misdaadgeschiedenis een driedimensionale reconstructie gemaakt en alle personen met een mobiele telefoon in deze omgeving gepeild. Volgens onderzoeksjournalist Peter Siebelt heeft de AIVD het onderzoek gefrustreerd.

### Aanhouding
Op 28 maart 2007 maakte de Nijmeegse politie bekend dat de 38-jarige Rotterdammer Teunissen in hechtenis was genomen. Hij werd gezocht voor een aantal bankovervallen en was aangehouden in een internetcafé in Barcelona. Via een versnelde procedure werd hij aan Nederland uitgeleverd, en legde volgens een politieverklaring een bekentenis af in de zaak-Sévèke. In zijn dagboeken verklaart Teunissen zich verantwoordelijk voor een serie bomaanslagen in Arnhem in de jaren 90.
Teunissen en Sévèke kenden elkaar uit het krakerscircuit en het motief voor de moord zou mogelijk wraak zijn. Sévèke zou Teunissen ervan hebben verdacht een infiltrant van een inlichtingendienst te zijn en zou daarom Teunissen weggewerkt hebben uit de Nijmeegse krakersbeweging. Volgens familieleden van Sévèke was de toedracht anders. Zij stellen dat Teunissen vertrok naar aanleiding van een discussie over het verlaten van kraakpanden in ruil voor geld van de eigenaars. Teunissen, die daar voorstander van was, verliet volgens de familie het kraakpand uit onvrede over de uitkomst van de discussie.

### Veroordeling
Op 7 maart 2008 veroordeelde de rechtbank in Arnhem Teunissen tot een levenslange gevangenisstraf. Dit was conform de eis van het Openbaar Ministerie. Teunissen had de moord op Sévèke bekend. De zware straf was volgens de rechter noodzakelijk omdat er terdege rekening mee moet worden gehouden "dat de man op enig moment om hem moverende redenen opnieuw een zeer ernstig misdrijf zal plegen". Onderzoekers van het Pieter Baan Centrum hadden geen relatie kunnen leggen tussen een mogelijke stoornis en de gepleegde feiten, en verklaarden Teunissen volledig toerekeningsvatbaar.